# HD23193
HD23193 — хімічно пекулярна зоря спектрального класу A2, що має видиму зоряну величину в смузі V приблизно  5,6.
Вона  розташована на відстані близько 331,8 світлових років від Сонця.

## Фізичні характеристики
Зоря HD23193 обертається 
порівняно повільно 
навколо своєї осі. Проєкція її екваторіальної швидкості на промінь зору становить  Vsin(i)= 42км/сек.